# Pensionskassen for Jordbrugsakademikere og Dyrlæger
Pensionskassen for Jordbrugsakademikere og Dyrlæger (PJD) blev dannet i 1996, da Dyrlægernes pensionskasse gik sammen med jordbrugsakademikernes. Siden er andre uddannelsesretninger fra Landbohøjskolen kommet med. Landbohøjskolen (KVL) har dog siden skiftet navn, da den blev lagt sammen med Københavns Universitet, og hedder nu KU LIFE.
I år 2000 indgik PJD et administrations samarbejde med Arkitekternes pensionskasse (AP). Den fælles administration blev kaldt Søholm Park efter stedet, hvor de havde til huse. 
I år 2008 indgik de to pensionskasser et samarbejde med Magistrenes Pensionskasse (nu MP pension). Den fælles administration hed Unipension.
I år 2015 gik samarbejdet i opløsning, og AP og PJD overgik til at blive administreret af Sampension.